# Columbia, Illinois
Columbia är en stad (city) i Monroe County, och  St. Clair County, i delstaten Illinois, USA. Enligt United States Census Bureau har staden en folkmängd på 9 811 invånare (2011) och en landarea på 27 km².

## Kända personer från Columbia
- Caden Glover, fotbollsspelare